# Осока курайская
Осо́ка кура́йская (лат. Carex curaica) — многолетнее травянистое растение, вид рода Осока (Carex) семейства Осоковые (Cyperaceae).

## Ботаническое описание
Светло-зелёное растение, с длинным ползучим корневищем с толстой плотной, не отстающей при высыхании корой.
Стебли высотой 20—60 см, тонкие, почти трёхгранные, книзу полые, с расставленными узлами. Сторона влагалища, противоположная пластинке листа, травянистая и лишь около устья перепончатая.
Листья плоские, почти торчащие, тонко заострённые, шириной 3—4 мм.
Соцветия 1,5—3(3,5) см длиной, продолговате, в средней части не суженное, книзу редеющее. Колоски андрогинные, иногда с примесью тычиночных, яйцевидные, в числе 10—(15)18, образуют продолговатое, нижние колоски 0,8—1,5 см длиной, без прицветного листа. Чешуи тёмно-бурые, тупые, по краю перепончатые, без киля, почти вполовину короче мешочков. Мешочки продолговато-яйцевидные или яйцевидно-ланцетные, длиной 3—З,6 мм, соломенно-жёлтые, сзади несколько вогнутые, с ребристыми утолщёнными жилками, по краю шиповато-крылатые, более менее быстро суженные в удлинённый, едва двузубчатый носик.
Плодоносит в июне — июле.
Число хромосом 2n=64 (Соколовская, Стрелкова, 1948; Малышев, 1990).
Вид описан с Алтая (острова реки Чуя в Курайской степи).

## Распространение и экология
Ареал вида охватывает южные районы Западной: юго-восток бассейнов Оби и Иртыша, Алтай; Восточную Сибирь: бассейн Енисея, бассейн верхнего течения Лены, северное побережье Байкала, бассейн Ангары, Саяны, Даурия; Центральную Азию: Северная Монголия, Китай (север Джунгарии).
Произрастает по болотистым и сырым (иногда солонцеватым) лугам, на болотистых берегах рек и озёр, в разреженных болотистых лесах, по окраинам травяных болот, у ручьёв и родников; от равнин до среднего (редко верхнего) пояса гор.

## Таксономия
Вид Осока курайская входит в род Осока (Carex) трибы Cariceae подсемейства Сытевые (Cariceae) семейства Осоковые (Apiaceae) порядка Злакоцветные (Poales).
|  |                                      |  |                                                             |                                                             |                    |  | ещё 17 семейств (согласно Системе APG II) | ещё 17 семейств (согласно Системе APG II)         |                                                   |  |  |  | ещё 13 триб (согласно Системе APG II) | ещё 13 триб (согласно Системе APG II) |  |  |  |  | ещё более 2450 видов | ещё более 2450 видов |
|  |                                      |  |                                                             |                                                             |                    |  | ещё 17 семейств (согласно Системе APG II) | ещё 17 семейств (согласно Системе APG II)         |                                                   |  |  |  | ещё 13 триб (согласно Системе APG II) | ещё 13 триб (согласно Системе APG II) |  |  |  |  | ещё более 2450 видов | ещё более 2450 видов |
|  |                                      |  |                                                             | порядок Злакоцветные                                        |                    |  |                                           |                                                   | подсемейство Сытевые                              |  |  |  |                                       | род Осока                             |  |  |  |  |                      |                      |
|  |                                      |  |                                                             | порядок Злакоцветные                                        |                    |  |                                           |                                                   | подсемейство Сытевые                              |  |  |  |                                       | род Осока                             |  |  |  |  |                      |                      |
|  | отдел Цветковые, или Покрытосеменные |  |                                                             |                                                             | семейство Осоковые |  |                                           |                                                   | триба Cariceae                                    |  |  |  | вид Осока курайская                   |                                       |  |  |  |  |                      |                      |
|  | отдел Цветковые, или Покрытосеменные |  |                                                             |                                                             |                    |  |                                           |                                                   |                                                   |  |  |  |                                       |                                       |  |  |  |  |                      |                      |
|  |                                      |  | ещё 44 порядка цветковых растений (согласно Системе APG II) | ещё 44 порядка цветковых растений (согласно Системе APG II) |                    |  |                                           | подсемейство Мапаниевые (согласно Системе APG II) | подсемейство Мапаниевые (согласно Системе APG II) |  |  |  | ещё около 100 родов                   | ещё около 100 родов                   |  |  |  |  |                      |                      |
|  |                                      |  |                                                             | ещё 44 порядка цветковых растений (согласно Системе APG II) |                    |  |                                           |                                                   | подсемейство Мапаниевые (согласно Системе APG II) |  |  |  |                                       | ещё около 100 родов                   |  |  |  |  |                      |                      |